# Елла Ґрінслейд
Елла Ґрінслейд (англ. Ella Greenslade; нар. 8 квітня 1997) — новозеландська веслувальниця, срібна призерка Олімпійських ігор 2020 року, чемпіонка світу.

## Виступи на Олімпіадах
| Олімпіада  | Дисципліна | Місце |
| ---------- | ---------- | ----- |
| Токіо 2020 | вісімки    | 2     |

## Зовнішні посилання
- Елла Ґрінслейд [Архівовано 9 січня 2021 у Wayback Machine.] на сайті FISA.

1. 1 2  Ella Greenslade
2. ↑  https://www.olympic.org.nz/athletes/ella-greenslade/